# Cesar Senka
Cesar Senka (宣化天皇 Senka-teno), znan tudi kot Senkva, je 28. japonski cesar v skladu s tradicionalnim dednim nasledstvom.
Njegovem vladanju ne moremo pripisati točnih datumov, a naj bi po konvencijah vladal med leti 536 in 539.

## Legendarna zgodba
Državi je vladal na začetku 6. stoletja, a so podatki o njegovem življenju skopi, virov za nadaljnje študije in verifikacijo pa ni dovolj.
Po smrti cesarja Ankana, ki ni imel potomcev, je prostor zasedel njegov mlajši brat, ki je postal cesar Senka. Cesar je bil ostarel in je vladal samo tri leta.
Njegov dejanski naziv je bil verjetno Sumeramikoto ali Amenošita Širošimesu Okimi (治天下大王, "veliki kralj, ki vlada pod nebesi"), saj se naziv teno pojavi šele v času cesarja Tenmuja in cesarice Džito. Lahko da so ga nazivali z Jamato Okimi (ヤマト大王/大君, "veliki kralj Jamata").
V času njegovega vladanja naj bi deloval prvi preverljiv "veliki minister" ali Omi (tudi O-omi), Soga no Iname.
Tradicionalno ga častijo v spominskem šintoističnem svetišču (misasagi) v Nari. Cesarska hiša je posvetila to lokacijo kot njegov mavzolej. Uradno se imenuje  Musa no Cukisaka no e no misasagi, a ostaja dejansko nahajališče grobov zgodnjih cesarjev uganka.